# جیم هاگان
جیم هاگان (انگلیسی: Jim Hagan؛ زادهٔ ۱۰ اوت ۱۹۵۶) بازیکن سابق فوتبال اهل بریتانیا است. او اکنون مربی فوتبال است.